# Hamm–Minden nagysebességű vasútvonal
A Hamm–Minden nagysebességű vasútvonal egy 112 km hosszú, 15 kV, 16,7 Hz-cel villamosított, négyvágányú nagysebességű vasútvonal Németországban Hamm és Minden között. A Ruhr vidéket kapcsolja össze Észak- és Kelet Németországgal. A vonalon regionális és távolsági személyszállítás, továbbá teherszállítás zajlik. 1847-ben nyílt meg, villamosítva az 1960-as években lett. Átépítése és modernizálása napjainkban is folyik. A négy vágányból kettő 200 km/h sebességgel járható, ezen közlekednek a távolsági személyszállító vonatok. A másik két vágány engedélyezett sebessége 120 km/h, ezt a regionális és tehervonatok használják.

## Nagysebességű tesztpálya
A vonalon már az 1970-es években is zajlottak nagysebességű tesztek. 1973-ban egy 28 km-es pályaszakaszt átépítettek a nagysebességű tesztekhez. Még ugyanebben az év szeptemberében egy DB 103-as mozdony 252,9 km/h-s sebességrekordot ért el. A minimális ívsugár 3300 méter, a maximális túlemelés 120 mm volt.
1980-ban ez lett az egyik első németországi korszerűsített nagysebességű vonal. Az 58,0 kilométer hosszú Hamm és Brackwede (közel Bielefeldhez) közötti szakaszon került sor elsőnek a menetrend szerinti 200 km/h sebesség bevezetésére.
1985 közepén egy teszt során a DB 103 003-as mozdony különleges áttételekkel Brackwede és Neubeckum között 283 km/h sebességet ért el, mely új rekord volt az országban. 1985. november 26-án az ICE V motorvonat Gütersloh és Hamm között 317 km/h sebességet ért el. Ez egy új német sebességrekordot volt a vasúti járművek között és a világrekordot a háromfázisú árammal működő vasúti járművek számára.